# Erich Marx (Museumsleiter)
Erich Marx (* 21. Februar 1947 in Graz) ist ein promovierter Historiker und war vom 3. Juli 2000 bis zum 30. November 2012 Direktor des Salzburg Museum (früher Salzburger Museums Carolino Augusteum).

## Leben
Erich Marx wuchs in Groß St. Florian in der Weststeiermark auf, besuchte von 1957 bis 1965 das Stiftsgymnasium St. Paul im Lavanttal. 1965 legte er die Matura mit Auszeichnung ab. Von 1965 bis 1972 studierte er Geschichte, Alte Geschichte, Geographie und Kunstgeschichte an den Universitäten Graz und Salzburg. Nach seiner Heirat erfolgte 1968 die Übersiedlung nach Salzburg. Zwischen 1971 und 1974 war er AHS-Lehrer am Bundesrealgymnasium und an der HTBL in Wels tätig. 1973 promovierte er zum Dr. phil. mit der Dissertation Das Salzburger Vizedomamt Leibnitz (unter dem Promotionsvater Hans Wagner). 1974 begann er in seinen Dienst in der Magistratsdirektion der Stadtgemeinde Salzburg, 1979–1982 fungierte er als Geschäftsführer des Regionalverbandes Stadt Salzburg und Umgebungsgemeinden, von 1988 bis 2001 war er Leiter des Archivs der Stadt Salzburg sowie von 2000 bis 2001 Leiter des Amtes für Statistik.

### Wirken als Museumsdirektor
Vom 3. Juli 2000 bis zum 30. November 2012 war Marx Direktor des „Salzburger Museums Carolino Augusteum (SMCA)“, das per 1. Mai 2007 in „Salzburg Museum“ umbenannt wurde. Er war für den Umbau der Neuen Residenz für das Museum in den Jahren 2003 bis 2005 hauptverantwortlich, betrieb mit Hilfe einer von ihm initiierten Spendenaktion die Restaurierung des Rundgemäldes der Stadt Salzburg von Johann Michael Sattler und die Eröffnung des Panorama Museum, leitete die völlige Neugestaltung des Salzburg Museum sowie dessen Eröffnung im Jahr 2007 und sorgte für die Restaurierung des Salzburger Glockenspiels. Unter seiner Direktion erfolgten im Jahr 2000 die Neueröffnung des Festungsmuseum und 2012 des Spielzeug Museum.
Ab 2011 fungierte Erich Marx als Geschäftsführer der neugegründeten Salzburg Museum GmbH, der 2012 das Keltenmuseum Hallein zugeordnet wurde.
Unter seiner Ägide wurden Gemälde der von den Nationalsozialisten enteigneten und später im Ghetto Izbica ermordeten Helene von Taussig an ihre Erben restituiert bzw. für das Salzburg Museum angekauft. Er hat die Kulturabteilung das Land Salzburg bei Kunstankäufen beraten und mehrere Jahre das Kunstschätzekomitee des Landes Salzburg geleitet.

### Sonstige Funktionen
In seiner aktiven Dienstzeit nahm Erich Marx eine Vielzahl kultureller (z. B. Mitglied im Vorstand des „Verbandes Österreichischer Archivarinnen und Archivare (VÖA)“, 1997–2000;
Vizepräsident des „Museumsbundes Österreich“, 2002–2012; Mitglied des Beirates der bayerischen Staatsregierung für das neue „Museum für Bayerische Geschichte“, 2009–2011) und politischer Funktionen (z. B. FPÖ-Gemeinderat der Landeshauptstadt Salzburg, 1981–1992; Mitglied im Kuratorium des Salzburger Altstadterhaltungsfonds, 1990–1992) wahr. Nach seiner Pensionierung wurde er 2012 zum Vorsitzenden des Kuratoriums der Internationalen Stiftung Mozarteum gewählt, das er bis Ende 2023 leitete.

## Ehrungen
- 1974 wurde er für seine Dissertation „Das Salzburger Vizedomamt Leibnitz“ mit dem Wissenschaftlichen Förderungspreis des Landes Salzburg geehrt
- Ehrenmitglied des Österreichischen Museumsbunds, 2013
- Ehrenmitglied des Salzburger Museumsvereins, 2012
- Großes Verdienstzeichen des Landes Salzburg, 27. November 2012[4]
- Ring der Stadt Salzburg, 2012
- Goldenes Ehrenzeichen des Landes Steiermark, 2013
- Berufstitel „Professor“ durch den Bundespräsident Österreichs, 30. November 2015

## Publikationen
Von ihm wurde eine Vielzahl historischer und kunstgeschichtlicher Beiträge für das Salzburger Volksblatt, die Salzburger Landeszeitung bzw. die Salzburger Museumsblätter verfasst.
- Das Salzburger Vizedomamt Leibnitz. Dissertation. Salzburg 1972.
- mit Thomas Weidenholzer: Chronik der Stadt Salzburg 1980–1990. Schriftenreihe des Archivs der Stadt Salzburg, Bd. 2. Herausgeber Stadt Salzburg, Salzburg 1990, ISBN 3-901014-32-2
- (Hrsg.): Das „Höllbräu“ zu Salzburg. Geschichte eines Braugasthofes. Schriftenreihe des Archivs der Stadt Salzburg, Bd. 4. Herausgeber Stadt Salzburg, Salzburg 1992, ISBN 3-901014-21-7.
- mit Thomas Weidenholzer: Chronik der Stadt Salzburg 1970–1979. Schriftenreihe des Archivs der Stadt Salzburg, Bd. 5. Herausgeber Stadt Salzburg, Salzburg 1993, ISBN 3-901014-32-2.
- (Hrsg.): Bomben auf Salzburg. Schriftenreihe des Archivs der Stadt Salzburg, Bd. 6. Herausgeber Stadt Salzburg, Salzburg 1995, ISBN 3-7025-0339-0
- (Hrsg.): Befreit und besetzt. Stadt Salzburg 1945–1955. Schriftenreihe des Archivs der Stadt Salzburg, Bd. 7. Herausgeber Stadt Salzburg, Salzburg 1996, ISBN 3-7025-0344-7.
- Erich Marx, Heimo Greisl: Salzburger Photographien 1900–1950 des Josef Kettenhuemer. Stadt Salzburg und Umland (3., verbesserte Auflage). Schriftenreihe des Archivs der Stadt Salzburg, Bd. 8. Herausgeber Stadt Salzburg, Salzburg 2000, ISBN 3-901014-70-5.
- Das Salzburger Museum in der Neuen Residenz.  Salzburg Museum (Jahresschrift des Salzburg-Museum), Salzburg 2009, ISBN 978-3-90008832-3.
- (Hrsg.): Die Flammen lodern wütend. Der große Stadtbrand in Salzburg 1818. Schriftenreihe des Archivs der Stadt Salzburg 49, Salzburg 2018, ISBN 978-3-900213-38-1.
- Wir gehen für Sie durchs Feuer. 75 Jahre Berufsfeuerwehr der Stadt Salzburg. Schriftenreihe des Archivs der Stadt Salzburg 62, Salzburg 2022, ISBN 978-3-900213-53-4.